# Yūko Ōtsubaki
Yūko Ōtsubaki (大椿 裕子, Ōtsubaki Yūko), née le 14 août 1973, est une militante et femme politique japonaise, représentant le Parti social-démocrate japonais à la Chambre des conseillers du Japon de 2023 à 2025.

## Jeunesse, études et carrière pré-électorale
Ōtsubaki naît le 14 août 1973 à Takahashi, dans la préfecture d'Okayama. Diplômée de l'université Shikoku Gakuin (en) en 1996, elle se considère comme membre de la « génération perdue », des jeunes étudiants japonais particulièrement affectés par les conséquences de la décennie perdue. Elle enchaîne par la suite des contrats précaires d'assistante sociale et d'assistante maternelle dans la région du Shikoku.
Elle déménage à Kobe chez sa sœur, où elle prend la direction d'un groupe de soutien aux personnes handicapées. En 2006, elle accepte un poste à l'université Kwansei gakuin, où elle devient coordinatrice pour l'accueil des étudiants handicapés. Ōtsubaki prend par la suite la du présidence du syndicat de l'éducation d'Osaka.

## Carrière électorale
Elle rejoint le Parti social-démocrate japonais en 2019, à l'occasion des élections à la chambre des conseillers du Japon de la même année, où elle se présente sous l'investiture de ce dernier dans la circonscription proportionnelle. Elle échoue à se faire élire à l'issue de cette élection.
Lors des élections législatives japonaises de 2021, Ōtsubaki se présente sous les couleurs du PSD dans la neuvième circonscription de la préfecture d'Osaka. Là encore, elle échoue à se faire élire. L'année suivante, elle est candidate de nouveau aux élections à la chambre des conseillers du Japon de 2022, toujours pour le PSD, mais toujours sans succès.
En 2023, Tadatomo Yoshida (ja), tête de liste du PSD pour les élections à la chambre des conseillers du Japon de 2019 élu à cette occasion, démissionne pour se présenter aux élections partielles de la circonscription électorale d'Ōita, soutenu par le PSD et le Parti démocrate constitutionnel. Les deux candidats devant Ōtsubaki dans la liste du PSD des élections de 2019 ayant également démissionné pour rejoindre le PDC, Ōtsubaki est finalement élue en remplacement, et fait son entrée à la Diète du Japon, où elle siège à la commission liée aux questions de santé, du travail et du bien-être.
Elle annonce en 2025 être candidate à sa succession lors des élections à la chambre des conseillers de 2025, et fait l'objet de menaces de mort lors de sa campagne électorale. Elle ne parvient néanmoins pas à conserver son siège, et quitte la Diète du Japon.

## Prises de positions
Ōtsubaki fait du droit des étrangers son combat politique principal, et souhaite porter la voix des travailleurs en situation irrégulière au parlement japonais.
Plus généralement, Ōtsubaki se déclare opposée à une révision de la Constitution antimilitariste japonaise, révision soutenue par le Parti libéral-démocrate.
Fortement opposée à la reprise des activités des centrales nucléaires japonaises, elle lutte contre l'utilisation de l'énergie nucléaire, qu'elle soit militaire ou civile. Elle se déclare également fortement favorable au développement des énergies renouvelables au Japon, pas assez utilisées selon elle.
Sur le plan sociétal, Ōtsubaki se déclare favorable à la légalisation du mariage des personnes de même sexe, à l'introduction d'un système de quotas favorisant l'accession des femmes à des postes plus important, ainsi qu'à la mise en place d'une législation permettant aux conjoints de conserver leurs noms après le mariage.

## Vie privée
Ōtsubaki est mariée à un Catalan, qu'elle a rencontré à Barcelone en 2012.